# Музей археології Волинського національного університету імені Лесі Українки
Музе́й археоло́гії — державний університетський археологічний зразковий музей у місті Луцьку; є підрозділом Східноєвропейського національного університету імені Лесі Українки.

## Загальні дані
Музей археології розташований у приміщенні історичного факультету вишу за адресою:
вул. Шопена, буд. 24, ауд. 403 м. Луцьк — 43000 (Волинська область, Україна).
Режим роботи — понеділок — п'ятниця з 8.30 до 16.30

## З історії
Історія створення Музею археології Східноєвропейського національного університету імені Лесі Українки розпочалася із службового подання археолога Михайла Кучинка від 17 березня 1975 року до проректора із навчальної роботи Луцького державного педагогічного інституту імені Лесі Українки, в якому зазначалось, що для добутих у процесі археологічних досліджень матеріалів, потрібно виділити кімнату з метою організації в ній музею археології. Музей, таким чином, мав стати навчально-виховним закладом, де проводилися б екскурсії та читались би лекції з археології та краєзнавства.
Відтак, 9 березня 1977 року була виділена невелика кімната на другому поверсі теперішньої Луцької чоловічої семінарії (колишній корпус педінституту), — з метою створення музею. Розпочалось комплектування матеріалів. При оформленні експозиції музею активно допомагали студенти історичного факультету.
У 1979 році експозиція музею була перенесена в центральний корпус педінституту, який знаходився по вулиці Радянській. По ескізах художників були замовлені нові вітрини і стенди, макети давньоруського городища із житлами та господарськими спорудами, поховання залізної доби з натуральними справжніми прикрасами, діорама «Стоянка первісних мисливців». Коли вже музей був створений, повноцінно функціонував, його колекція постійно поповнювались матеріалами, здобутими під час щорічних археологічних експедицій педагогічного інституту, які проходили під керівництвом доцента М. М. Кучинка. Завдяки цьому фондові сховища музею збільшувались.
У 1994 році зі створенням Волинського державного університету імені Лесі Українки експозиція музею разом із історичним факультетом була перенесена до нового приміщення, яке знаходилось по вулиці Шопена, 24.
30 березня 2005 року Музей археології Волинського національного університету імені Лесі Українки отримав свідоцтво і паспорт, зареєстровані Міністерством освіти та науки України. Це забезпечило музею право на подальший розвиток, створило сприятливі умови для відвідування його працівниками університету, студентами, вчителями, учнями шкіл, гімназій, ліцеїв.
У жовтні 2010 року музеєві археології присвоєно звання «Зразкового музею». У наказі Міністерства освіти і науки України сказано, що Музею археології Волинського національного університету імені Лесі Українки надається звання «Зразкового музею» за вагомий внесок у справу виховання учнівської та студентської молоді, примноження надбань національної культури, збереження історичної спадщини українського народу та Музейного фонду України, пропаганди пам'яток історії, культури і природи.